# 林森西路
林森西路（Linsen W. Rd.）為臺灣嘉義市東西向的主要市區道路之一。東以忠孝路為界，銜接林森東路；西接中山路。全線隸屬於縣道159號的一部分。

## 沿經行政區域
（由西至東）
- 西區（中山路－文化路）
- 東區（文化路－忠孝路）

## 車道配置
- 全線：雙向各二車道及中央綠化安全島，並各設有一機慢車道（內線禁行機慢車）

## 本路段客運

### 嘉義市公車
| 路線編號      | 行先                        | 收費方式   | 乘車站名         |
| ------------- | --------------------------- | ---------- | ---------------- |
| 忠孝新民幹線  | 勞工育樂中心－忠孝北街      | 一段票收費 | 林業鐵路車庫園區 |
| 忠孝新民幹線A | 彌陀夜市-民雄工業區服務中心 | 一段票收費 | 林業鐵路車庫園區 |

## 沿途設施
（由西至東）
- 富邦證券嘉義分公司（320號）
- 北興陸橋
- 臺灣花磚博物館（282號）
- 京城商業銀行嘉義分行（175號）
- 元大寶來證券嘉義分公司（173號3樓）
- 日盛國際商業銀行嘉義分行（169號）
- 阿里山森林鐵路車庫園區 （页面存档备份，存于）、阿里山林業鐵路及文化資產管理處（2號）
- 行政院農業委員會林務局嘉義林管處 （页面存档备份，存于）（1號）